# Тайога (Нью-Йорк)
Тайога (англ. Tioga) — місто (англ. town) в США, в окрузі Тайога штату Нью-Йорк. Населення — 4440 осіб (2020).

## Демографія
Згідно з переписом 2010 року, у місті мешкала 4871 особа в 1921 домогосподарстві у складі 1343 родин. Було 2107 помешкань
Расовий склад населення:
| - 98,2 % — білих - 0,4 % — азіатів - 0,3 % — чорних або афроамериканців - 0,2 % — корінних американців |

До двох чи більше рас належало 0,8 %. Частка іспаномовних становила 1,2 % від усіх жителів.
За віковим діапазоном населення розподілялося таким чином: 23,9 % — особи молодші 18 років, 60,6 % — особи у віці 18—64 років, 15,5 % — особи у віці 65 років та старші. Медіана віку мешканця становила 42,3 року. На 100 осіб жіночої статі у місті припадало 96,7 чоловіків;  на 100 жінок у віці від 18 років та старших — 95,3 чоловіків також старших 18 років.
Середній дохід на одне домашнє господарство  становив 65 716 доларів США (медіана — 48 006), а середній дохід на одну сім'ю — 89 985 доларів (медіана — 83 274). Медіана доходів становила 46 029 доларів для чоловіків та 41 966 доларів для жінок. За межею бідності перебувало 16,5 % осіб, у тому числі 22,7 % дітей у віці до 18 років та 9,6 % осіб у віці 65 років та старших.
Цивільне працевлаштоване населення становило 2161 особа. Основні галузі зайнятості: освіта, охорона здоров'я та соціальна допомога — 28,0 %, роздрібна торгівля — 13,2 %, виробництво — 12,8 %.